# Bulbophyllum florulentum
Bulbophyllum florulentum är en orkidéart som beskrevs av Rudolf Schlechter. Bulbophyllum florulentum ingår i släktet Bulbophyllum och familjen orkidéer. Inga underarter finns listade i Catalogue of Life.